# Khilperic I de Burgúndia
Khilperic I (mort vers 476 ? / 480 ?) fou un rei dels burgundis que hauria governat junt amb el seu germà Gondió, del que no se'n sap res, i associat amb el germà gran, Gondioc (+ 463). En la jerarquia burgúndia devia ser el personatge més important i va continuar al govern a la mort de Gondioc i hauria quedat sol vers 473. Els burgundis van defensar Clarmont d'Alvèrnia contra els visigots el 471 i 472.
Va governar fins a la seva mort entre 476 i 480. No tenia fills mascles i ja Gondioc havia deixat el regne als seus propis quatre fills, nebots de Khilperic, els quals vers 475 es van enfrontar en una guerra civil en què Gundebald va sortir triomfant Gundebald va ocupar la capital burgúndia, Viena del Delfinat, el 476 i va fer matar dos germans (Gundemar I i Khilperic II). La sort de Khilperic I és incerta i no és clar si fou també eliminat el 476 o va poder restar com a rei fins a morir abans del 480. Gundebald i el seu germà Godegisil el van succeir.